# Sharleen Stratton
Sharleen Stratton (Brisbane, 9 oktober 1987) is een Australisch schoonspringster.
Stratton startte in de gymnastiek en maakte op 12-jarige leeftijd de overstap naar het duiken. In 2004 nam zij deel aan de Wereldkampioenschappen schoonspringen voor Junioren, waar zij de bronzen medaille op de 3 meter individueel won. Op de Australische Kampioenschappen van dat jaar werd zij tweede op de 1 meter en vierde op de 3 meter. In 2005 behaalde Stratton op het Australian Youth Olympic Festival de eerste plaats op de 1 en 3 meter individueel. Op de Australische Kampioenschappen in januari won zij de 1 en 3 meter individueel. Op haar eerste grote internationale toernooi bij de senioren, de Wereldkampioenschappen zwemsporten van 2005, werd Stratton 29e op de 1 meter, 27e op de drie meter en achtste op de 3 meter synchroon (met Briony Cole). 
Op de Gemenebestspelen van 2006 in Melbourne haalde Stratton haar eerste grote internationale succes: zij won goud op de 3 meter synchroon met Cole en zilver op de 1 meter individueel. Op de 3 meter individueel werd zij vijfde. Bij de Australische Kampioenschappen won zij de 1 meter individueel en de 3 meter synchroon. Op de Wereldkampioenschappen zwemsporten van 2007 zette Stratton haar internationale succes verder met de bronzen medaille op de 3 meter synchroon (met Cole). Zij won dat jaar ook de 1 meter, 3 meter en 3 meter synchroon op de Australische Kampioenschappen.
Op de Australische Kampioenschappen in januari 2008 won Stratton de 3 meter individueel en synchroon en zij plaatste zich in deze disciplines voor de Olympische Zomerspelen in Peking. Individueel eindigde zij op de zevende plaats in de olympische finale en synchroon eindigde Stratton met haar partner Briony Cole op de vijfde plaats.
Op de Wereldkampioenschappen schoonspringen van 2009 werd zij vijfde op de 1 meter individueel en zesde op de 3 meter individueel. In de 3 meter synchroon haalden Stratton en Cole de vijfde plaats. Op de Australische Kampioenschappen van 2009 haalde Stratton opnieuw een hattrick door de 1 meter individueel en de 3 meter individueel en synchroon te winnen, wat ze in januari 2010 nog eens zou overdoen. Internationaal succes kwam er weer bij de Gemenebestspelen van 2010 in Delhi, waar zij de gouden medaille op de 3 meter individueel en zilver op de 1 meter individueel en de 3 meter synchroon (met Cole) behaalde.
Nadat Briony Cole na de Gemenebestspelen stopte met schoonspringen begon Stratton te duiken met een nieuwe partner, Anabelle Smith. Het paar begon sterk met een bronzen medaille op de 3 meter synchroon op de Wereldkampioenschappen schoonspringen van 2011. Stratton haalde zelf ook nog de vijfde en zevende plaats op de 3 en 1 meter individueel respectievelijk. Op de Australische Kampioenschappen van 2011-2012 won zij de 3 meter individueel en synchroon, en zij kwalificeerde zich in deze disciplines ook voor de Olympische Zomerspelen in Londen, waar zij tweemaal de vijfde plaats behaalde.